# Lista de monarhi ai Regatului Asturiei
Aceasta este o listă a conducătorilor Regatului Asturiei, care a fost un Regat din Peninsula Iberică. În timpul domniei lui Ordono I, regatul Asturiei a ajuns treptat să fie cunoscut sub numele de Regatul Leonului. Regatul a fost împărțit în 910 și Fruela a primit Asturia. Regii de mai târziu se găsesc în lista monarhilor Leonezi și a celor ai Galiciei.
| Regi               | Naștere si deces | Porecle     | Alte nume         | Note |
| ------------------ | ---------------- | ----------- | ----------------- | --- |
| Pelagius           | 718–737          |             | Pelayo            | A fondat regatul prin Bătălia de la Covadonga și a făcut capitala la Cangas de Onís.                                                                   |
| Favila             | 737–739          |             | Favilac, Fafila   | |
| Alfonso I          | 739–757          | Catolicul   |                   | El și rudele sale au format Dinastia Beni Alfons. |
| Fruela I           | 757–768          | Cel Crud    | Froila            | |
| Aurelius           | 768–774          |             | Aurelio           | |
| Silo               | 774–783          |             |                   | A succedat prin soția sa, Adosinda, fiica lui Alfonso I. A mutat capitala la Pravia.                                                                   |
| Mauregatus         | 783–788          | Uzurpadorul | Mauregato         | Fiul nelegitim al lui Alfonso I care a uzurpat tronul.                                                                                                 |
| Bermudo I          | 788–791          | Călugărul   | Veremund, Vermudo | S-a retras pentru a deveni călugăr. |
| Alfonso al II-lea  | 791–842          | cel Cast    |                   | A mutat capitala la Oviedo. |
| Nepotian           | 842              |             | Nepociano         | Ales rege fără să fie înrudit cu familia Beni Alfonso.                                                                                                 |
| Ramiro I           | 842–850          |             |                   | L-a detronat pe Nepotian. |
| Ordono I           | 850–866          |             |                   | |
| Alfonso al III-lea | 866–910          | cel Mare    |                   | Regatul s-a divizat între cei trei copii ai săi: Garcia I care a primit Leonul, Ordono al II-lea a primit Galicia și Fruela alII-lea a primit Asturia. |
| Fruela al II-lea   | 910–925          |             | Froila            | După moartea sa, Asturia a fost ocupată de Alfonso al IV-lea, în timp ce Alfonso Fróilaz a pretin ineficient tronul.                                   |